# 浜松市立白脇小学校
浜松市立白脇小学校 （はままつしりつ しらわきしょうがっこう）は、静岡県浜松市中央区寺脇町にある公立小学校。

## 概要
浜松市立白脇小学校は令和5年に創立150年を迎えた浜松市内でも伝統ある学校。
市内有数のマンモス校であり、毎年児童数は約1000人ほどである。ニュータウンなどがあるわけでもなく珍しい例である。

## 沿革
- 明治６年７月　龍禅寺８番地真如庵に龍禅寺学校が設立され、寺脇字峠に寺脇支校を置く。
- １４年１月　白羽・瓜内・中田島・福塚・寺脇・三島の六か村が独立して、寺脇の法蔵寺に村立弘道館を置く。
- １９年８月　弘道館の生徒が増加のため寺脇西上（現在地）に校舎を新築し、村立小学寺脇学校となり、翌年、村立寺脇尋常小学校と改称。
- ２２年１１月　自治制施行により、楊子・龍禅寺・寺島・八幡地の四か村，白羽・瓜内・中田島・福塚・寺脇・三島の六か村が合併して白脇村を設立。 校名も村立白脇尋常小学校となる。
- ３１年２月　高等科を併設し、村立白脇尋常高等小学校となる。
- ３７年１０月　龍禅寺・寺島・八幡地の三区、白脇村より分離。
- ４１年４月　小学校令改正により高等科を廃し、白脇尋常小学校となる。
- 大正 ６年４月　高等科を設け、白脇尋常高等小学校となる。
- 昭和１４年７月　浜松市と合併し、校名は浜松白脇高等尋常小学校となる。
- １６年４月　浜松市白脇国民学校と改称。
- ２２年４月　浜松市立白脇小学校と改称。
- ２５年、３４年　校地拡張（東運動場）
- ３３年１０月　講堂新築
- ３６年８月　プール新築（大プール）
- ３９年、４０年、４２年　鉄筋３階建校舎新築及び増築（現在の南校舎）
- ４２年１０月　給食室新築
- ４５年、４６年　プレハブ教室新築
- ４６年６月　鉄筋校舎完成（現在の北校舎西半分）
- ４７年４月　砂丘小分離

　　　　翌年５月砂丘小新校舎へ移転
- ５３年２月　幼稚園新築移転
- ５３年８月　校舎増改築のため講堂、北校舎除去（北，中，南校舎のあった当時）
- ５４年３月　北校舎増築（現在の北校舎東半分）給食室新築（現在の給食室）
- ５４年９月　体育館新築
- ５８年２月　小プール増設
- ５８年８月　南校舎改修
- 平成２年８月　北校舎北側通路舗装完成・生け垣整備
- ４年３月　体育館屋根塗装、運動場防球ネット（西南側）
- ４年７月　給食室大改修
- ５年８月　北校舎管理棟大規模改造
- ５年１１月　開校１２０周年記念（１１月１７日）
- ７年２月　グリーンバンクによる中庭の庭園完成。
- ７年９月　体育館の床を全面、木製フロアーに張り替え工事完了
- ８年３月　運動場放送小屋改築完成。
- １１年６月　新プール（大プール、小プール）落成式（６月１１日）
- １３年２月　コンピュータ設置
- １５年１２月　南校舎耐震大規模改修完成
- １６年２月　開校１３０周年記念式典（２月７日）
- １６年１０月　体育館耐震工事完了
- ２１年４月　給食調理業務民間委託開始
- ２２年７月　北校舎屋上に太陽光発電設置
- ２４年３月　運動場南側に放課後児童会施設建設
- ２４年６月　屋上津波避難施設設置
- ２７年８月　北校舎西側増築工事完了
- ２８年２月　体育館屋外倉庫建替工事完成
- ３０年３月　藤棚移設・藤移植
- ３１年３月　運動場東側拡張工事完了
- 令和２年８月　普通教室に空調設備設置、防犯カメラ設置
- ５年１２月　開校１５０周年記念（１２月８日）